# Atsushi Narita
Atsushi Narita (jap. 成田　絆, Narita Atsushi; * 7. Juli 2005  in Sendai) ist ein japanischer Nordischer Kombinierer.

## Werdegang
Narita gab am 18. Februar 2022 beim Continental-Cup-Wettbewerb in Eisenerz sein internationales Debüt. Dabei verpasste er als 34. die Punkteränge. Bei den Nordischen Junioren-Skiweltmeisterschaften 2022 in Zakopane lief Narita auf Rang 30, im Team wurde er Siebter. Im folgenden Winter belegte er bei den Nordischen Junioren-Skiweltmeisterschaften 2023 in Whistler den zehnten Platz. Ende März 2023 gewann er in Lahti seine ersten Punkte im Continental Cup.
Narita nahm in der Saison 2023/24 an drei Continental-Cup-Stationen teil. Sein bestes Ergebnis war der 24. Platz im Einzelrennen nach der Gundersen-Methode in Lillehammer. Bei den Nordischen Junioren-Skiweltmeisterschaften 2023 in Planica gewann er gemeinsam mit Kyotaro Yamazaki, Hazuki Ikeda und Yuzuka Fujiwara Silber im Mixed-Team. Zudem erreichte er den 15. Platz im Einzel und Rang vier im Staffelwettbewerb. Mitte Januar 2025 wurde Narita Zehnter beim Continental-Cup-Rennen in Eisenerz, seine erste Top-10-Platzierung. Bei den Nordischen Junioren-Skiweltmeisterschaften 2024 in Lake Placid wurde er sowohl im Mixed-Team als auch im Teamsprint Dritter. Zudem gewann er im Einzel mit sechs Sekunden Rückstand auf Paul Walcher Silber. Am 15. März 2025 debütierte Narita in Oslo im Weltcup der Nordischen Kombination und belegte Rang 37. Zum Saisonende erreichte er den 60. Platz in der Gesamtweltcupwertung.

## Privates
Narita besuchte die Hanawa High School in Fukushima.

## Statistik

### Weltcup-Platzierungen
| Saison  | Platz | Punkte |
| ------- | ----- | ------ |
| 2024/25 | 60.   | 026    |

### Continental-Cup-Platzierungen
| Saison  | Platz | Punkte |
| ------- | ----- | ------ |
| 2022/23 | 61.   | 009    |
| 2023/24 | 56.   | 060    |
| 2024/25 | 33.   | 157    |